# Emanuela Salopek
Emanuela Salopek (Niš, 18. travnja 1987.) je hrvatska košarkašica, članica hrvatske košarkaške reprezentacije.

## Karijera

### Klubovi
Igrala je za zagrebačku Montmontažu, ŽKK Gospić i šibenski Jolly, dok trenutno igra za ŽKK Novi Zagreb.

### Reprezentacija
2008. je bila u skupini igračica koje su izborniku Nenadu Amanoviću otkazale poziv za pripreme za EP 2009.
Sudionica je kvalifikacijskog turnira za OI 2012. koji se igra u Turskoj.
Trenutno je članica hrvatske košarkaške reprezentacije koja je nastupala na nedavno završenim Olimpijskim igrama u Londonu 2012. godine.